# Teatro Caupolicán

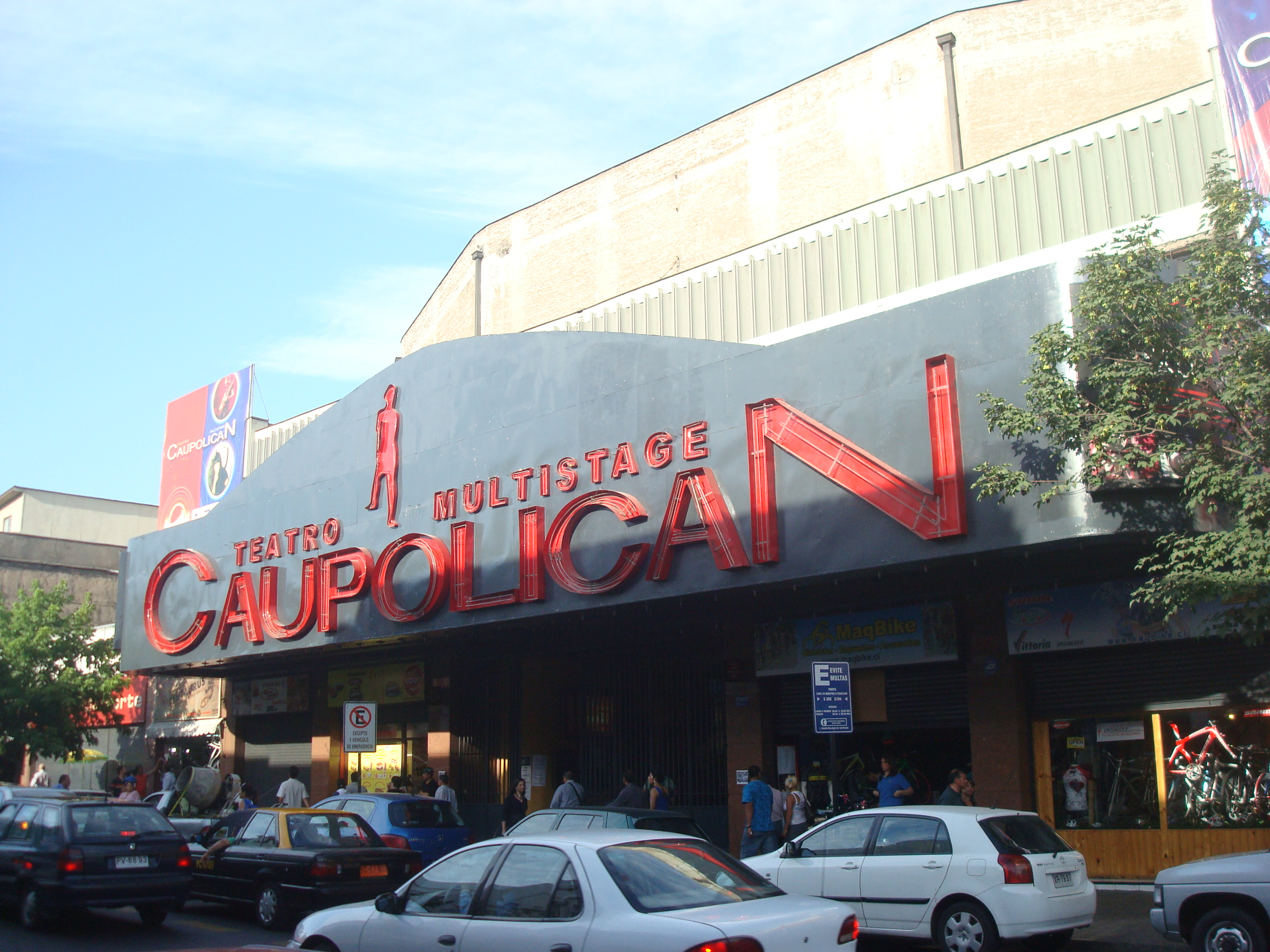
O teatro Caupólican.

O Caupólican é um importante teatro localizado na cidade de Santiago, no Chile, que suporta 4500 pessoas e é o mais tradicional teatro da cidade.